# American Midland Naturalist
American Midland Naturalist (abreviado Amer. Midl. Naturalist) es una revista ilustrada con descripciones botánicas que es editada en Estados Unidos desde el año 1909-10 con el nombre de American Midland Naturalist; devoted to natural history, primarily that of the prairie states. Fue precedida por Midland Naturalist. Notre Dame